# N-oxoamonné soli

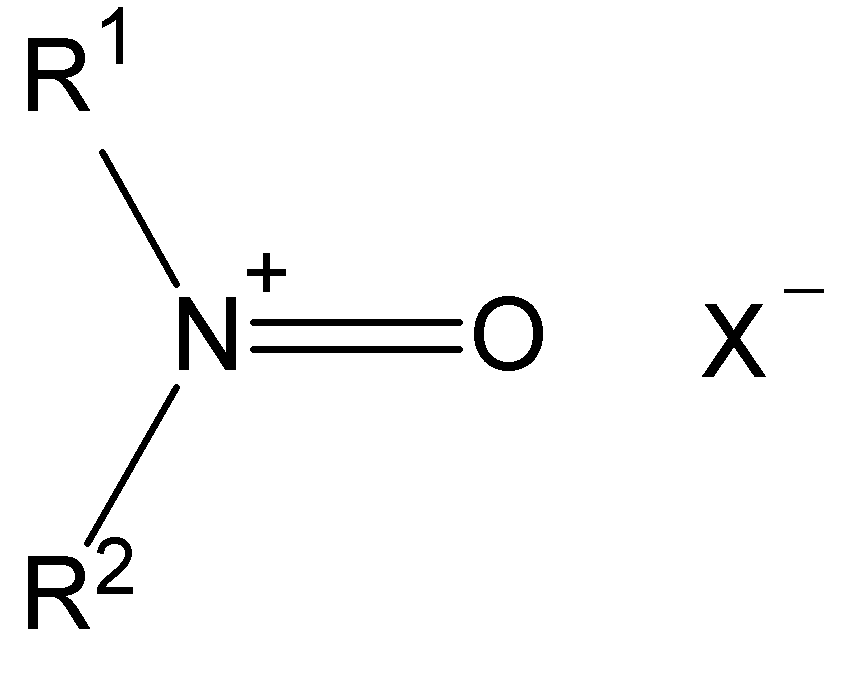
Struktura N-oxoamonných solí

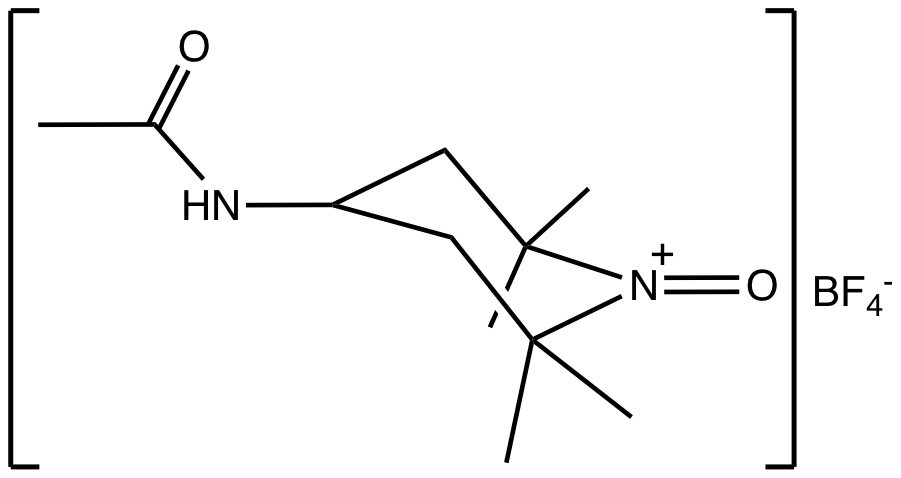
Struktura Bobbitovy soli

N-Oxoamonné soli jsou organické sloučeniny se vzorcem [R1R2=O]X−. Obsahují kationty [R1R2=O], které jsou studovány jako katalyzátory dehydrogenací alkoholů. Oxoamonné soli jsou diamagnetické, příkladem je Bobbittova sůl.

## Struktura
Oxoamonné kationty jsou isoelektronické s karbonylovými sloučeninami a strukturou se podobají aldoximům a aminoxylovým (nitroxidovým) radikálům; tyto sloučeniny lze navzájem přeměňovat redoxními reakcemi. Délka vazby u [TEMPO]BF4 je 118,4 pm, u neutrálního TEMPO má vazba N–O délku 128,4 pm. Atom dusíku u [TEMPO]+ má téměř rovinnou geometrii, ale u neutrálního TEMPO je kyslík vychýlen o 17,65 pm.
N-Oxoamonné soli mají využití při oxidacích alkoholů na karbonylové sloučeniny a jiných oxoamoniových oxidacích. Nitroxylové TEMPO reaguje přes svoji N-oxoamonnou sůl.